# كاثلين ألكالا
كاثلين ألكالا (بالإسبانية: Kathleen Alcalá)‏ (29 أغسطس 1954، كومبتون في الولايات المتحدة)؛ صحفية، كاتِبة وروائية مكسيكية.